# Сыбайкасы
Сыбайкасы́ (чув. Сыпай) — деревня в Моргаушском районе Чувашской Республики. Входит в состав Ярабайкасинского сельского поселения.

## География
Находится в северо-западной части Чувашии, на расстоянии приблизительно 9 км на северо-восток по прямой от районного центра села Моргауши.

## История
Известна с 1858 года как околоток села Киняры (Владимирское, ныне Анат-Киняры), когда здесь было учтено 137 жителей. В 1897 году учтено 190 человек, в 1926 — 43 двора и 207 жителей, в 1939—181 житель, в 1979—167. В 2002 году было 46 дворов, в 2010 — 44 домохозяйства. В 1930 году был образован колхоз «Труд», в 2010 действовали несколько фермерских хозяйств.

## Население
Постоянное население составляло 156 человек (чуваши 97 %) в 2002 году, 133 в 2010.